# Clifford Gardner
Clifford Spear Gardner (Fort Smith (Arkansas), 1924 – Austin, 25 de setembro de 2013) foi um matemático estadunidense.